# (31493) Fernando-Peiris
(31493) Fernando-Peiris est un astéroïde de la ceinture principale.

## Description
(31493) Fernando-Peiris est un astéroïde de la ceinture principale. Il fut découvert le 10 février 1999 à Socorro (Nouveau-Mexique) par le projet LINEAR. Il présente une orbite caractérisée par un demi-grand axe de 2,60 UA, une excentricité de 0,17 et une inclinaison de 7,3° par rapport à l'écliptique.